# East Bengal Football Club
El East Bengal Football Club es un equipo de fútbol de la India que juega en la Indian Super League, la liga de fútbol más importante del país.

## Historia
Fue fundado en el año 1920 en la ciudad de Calcuta. Considerado uno de los equipos más exitosos de la India y uno de los equipos más apoyados del país, posee una fuerte rivalidad con el Mohun Bagan Super Giant. Es el único equipo en conseguir el Triplete (IFA Shield, Durand Cup y Rovers Cup en el mismo año) en 1972 y 1990 y el primer equipo de la India en ganar un torneo internacional, el Campeonato de Clubes de la ASEAN en el año 2003.
A nivel internacional ha participado en 14 torneos continentales, donde nunca ha podido avanzar más allá de los cuartos de final, conseguido en 2 ocasiones.

## Palmarés
- I-League: 3

2001, 2003, 2004
- - Subcampeón: 5

1998, 1999, 2006, 2011, 2012
- Federation Cup: 8

1978, 1980, 1985, 1996, 2007, 2009, 2010, 2012
- - Finalista: 6

1984, 1986, 1992, 1995, 1998, 2011
- Indian Super Cup: 3

1997, 2006, 2011
- - Finalista: 3

2003, 2008, 2010
- IFA Shield: 28

1943, 1945, 1949, 1950, 1951, 1958, 1961, 1965, 1966, 1970, 1972, 1973, 1974, 1975, 1976, 1979, 1981, 1983, 1984, 1986, 1990, 1991, 1994, 1995, 1997, 2000, 2001, 2002, 2012
- - Finalista: 4

1969, 1977, 1998, 2003
- Calcutta Football League: 39

1942, 1945, 1946, 1949, 1950, 1952, 1961, 1966, 1970, 1971, 1972, 1973, 1974, 1975, 1977, 1982, 1985, 1987, 1988, 1989, 1991, 1993, 1995, 1996, 1998, 1999, 2000, 2002, 2003, 2004, 2006, 2010, 2011, 2012, 2013, 2013-14, 2014, 2015, 2016, 2017
- Copa Durand: 16

1951, 1952, 1956, 1960, 1967, 1970, 1972, 1978, 1982, 1989, 1990, 1991, 1993, 1995, 2002, 2004
- Copa Rovers: 7

1949, 1967, 1969, 1974, 1976, 1990, 1994
- Campeonato de Clubes de la ASEAN: 1

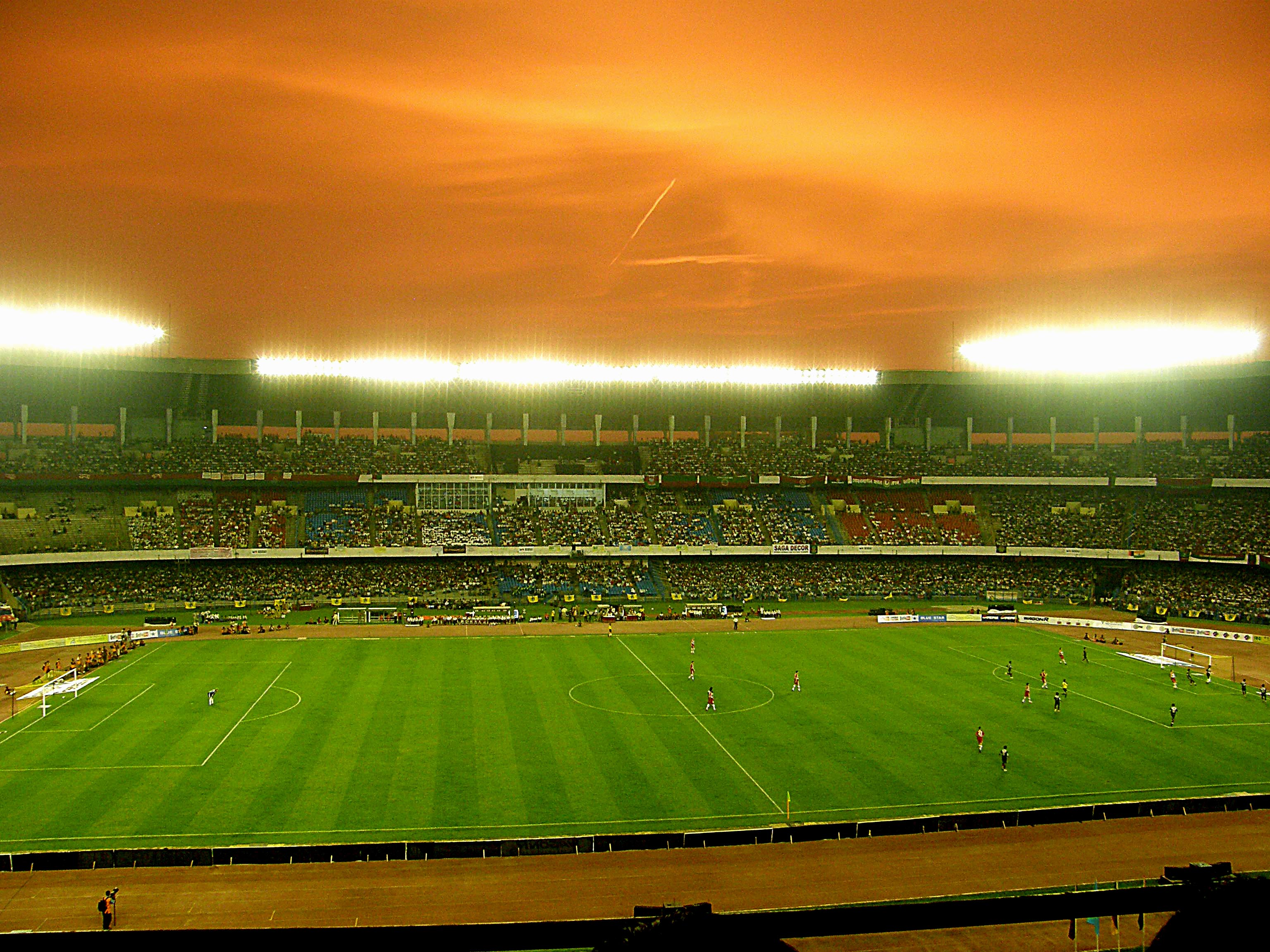
El Salt Lake Stadium, sede del East Bengal.

2003

## Participación en competiciones de la AFC
| Temporada | Torneo                   | Ronda            | Club                      | Casa         | Visita   | Global   |
| --------- | ------------------------ | ---------------- | ------------------------- | ------------ | -------- | -------- |
| 1985–86   | Asian Club Championship  | Clasificatoria   | Abahani Krira Chakra      | 1–0          | 1º Lugar |          |
| 1985–86   | Asian Club Championship  | Clasificatoria   | Saunders SC               | 1–0          | 1º Lugar |          |
| 1985–86   | Asian Club Championship  | Clasificatoria   | PIA FC                    | 2–0          | 1º Lugar |          |
| 1985–86   | Asian Club Championship  | Clasificatoria   | New Road Team             | 7–0          | 1º Lugar |          |
| 1985–86   | Asian Club Championship  | Clasificatoria   | Club Valencia             | 9–0          | 1º Lugar |          |
| 1985–86   | Asian Club Championship  | Grupo A          | Al-Ahli                   | 2–1          | 3º Lugar |          |
| 1985–86   | Asian Club Championship  | Grupo A          | Krama Yudha Tiga Berlian  | 0-2          | 3º Lugar |          |
| 1991-92   | Asian Cup Winners' Cup   | 1                | Abahani KC                | 0–0          | 1-0      | 1–0      |
| 1991-92   | Asian Cup Winners' Cup   | Cuartos de final | Nissan                    | 0–4          | 1-3      | 1–7      |
| 1991-92   | Asian Cup Winners' Cup   | Semifinales      | Shimizu S-Pulse           | 2–2          | 1-3      | 4–5      |
| 1998-99   | Asian Club Championship  | 1                | Dalian Wanda              | 0–0          | 0-6      | 0–6      |
| 2003      | ASEAN Club Championship  | Fase de grupos   | BEC Tero Sasana           | 0–1          | 2º Lugar |          |
| 2003      | ASEAN Club Championship  | Fase de grupos   | Philippine Army           | 6–0          | 2º Lugar |          |
| 2003      | ASEAN Club Championship  | Cuartos de final | Persita Tangerang         | 2–1          |          |          |
| 2003      | ASEAN Club Championship  | Semifinal        | Petrokimia Putra          | 1–1 (7-6 p)) |          |          |
| 2003      | ASEAN Club Championship  | Final            | BEC Tero Sasana           | 3–1          | Campeón  |          |
| 2004      | AFC Cup                  | Grupo E          | Geylang United            | 1–1          | 3-2      | 1º Lugar |
| 2004      | AFC Cup                  | Grupo E          | Negeri Sembilan           | 4–2          | 1-2      | 1º Lugar |
| 2004      | AFC Cup                  | Grupo E          | Island FC                 | 3–0          | 2-1      | 1º Lugar |
| 2004      | AFC Cup                  | Cuartos de final | Al-Jaish                  | 0–0          | 0-3      | 0–3      |
| 2005      | AFC Cup                  | Grupo A          | Muktijoddha Sangsad Dhaka | 0–0          | 1-0      | 3º Lugar |
| 2005      | AFC Cup                  | Grupo A          | Nebitçi Balkanabat        | 3–2          | 2-3      | 3º Lugar |
| 2005      | AFC Cup                  | Grupo A          | Al-Faisaly                | 0–1          | 0-5      | 3º Lugar |
| 2008      | AFC Cup                  | Grupo B          | Safa                      | 0–0          | 0-1      | 3º Lugar |
| 2008      | AFC Cup                  | Grupo B          | Al-Ahli San‘a’            | 1–0          | 0-1      | 3º Lugar |
| 2008      | AFC Cup                  | Grupo B          | Al-Wahdat                 | 2–4          | 2-0      | 3º Lugar |
| 2010      | AFC Cup                  | Grupo D          | Al-Ittihad                | 1–4          | 1-2      | 3º Lugar |
| 2010      | AFC Cup                  | Grupo D          | Al-Nejmeh                 | 0-3          | 0–4      | 3º Lugar |
| 2010      | AFC Cup                  | Grupo D          | Al-Qadsia                 | 2–3          | 1-4      | 3º Lugar |
| 2011      | AFC Cup                  | Grupo H          | Chonburi                  | 4–4          | 0-4      | 4º Lugar |
| 2011      | AFC Cup                  | Grupo H          | Persipura Jayapura        | 1–1          | 1-4      | 4º Lugar |
| 2011      | AFC Cup                  | Grupo H          | South China               | 3–3          | 0-1      | 4º Lugar |
| 2012      | AFC Cup                  | Grupo B          | Al-Oruba                  | 0–1          | 1-4      | 4º Lugar |
| 2012      | AFC Cup                  | Grupo B          | Kazma                     | 1–2          | 0-3      | 4º Lugar |
| 2012      | AFC Cup                  | Grupo B          | Arbil                     | 0–2          | 0-2      | 4º Lugar |
| 2013      | AFC Cup                  | Grupo H          | Selangor                  | 1–0          | 2–2      | 1º Lugar |
| 2013      | AFC Cup                  | Grupo H          | Sài Gòn Xuân Thành        | 4–1          | 0–0      | 1º Lugar |
| 2013      | AFC Cup                  | Grupo H          | Tampines Rovers           | 2–1          | 4-2      | 1º Lugar |
| 2013      | AFC Cup                  | 2                | Yangon United FC          | 5-1          |          |          |
| 2013      | AFC Cup                  | Cuartos de final | Semen Padang              | 1–0          | 1–1      | 2–1      |
| 2013      | AFC Cup                  | Semifinal        | Kuwait SC                 | 0–3          | 2-4      | 2–7      |
| 2015      | AFC Cup                  | Grupo F          | Johor Darul Ta'zim        | 0–1          | 1-4      | 3º Lugar |
| 2015      | AFC Cup                  | Grupo F          | Kitchee                   | 1–1          | 2–2      | 3º Lugar |
| 2015      | AFC Cup                  | Grupo F          | Balestier Khalsa          | 3–0          | 1-2      | 3º Lugar |
| 2024–25   | AFC Champions League Two | Preliminar       | Altyn Asyr                | 2–3          |          |          |
| 2024–25   | AFC Challenge League     | Grupo A          | Paro FC                   | 2–2          | 1º Lugar |          |
| 2024–25   | AFC Challenge League     | Grupo A          | Bashundhara Kings         | 4–0          | 1º Lugar |          |
| 2024–25   | AFC Challenge League     | Grupo A          | Al-Nejmeh                 | 3–2          | 1º Lugar |          |
| 2024–25   | AFC Challenge League     | Cuartos de final | FK Arkadag                | 0–1          | 1–2      | 1–3      |